# Augustyn Halotta

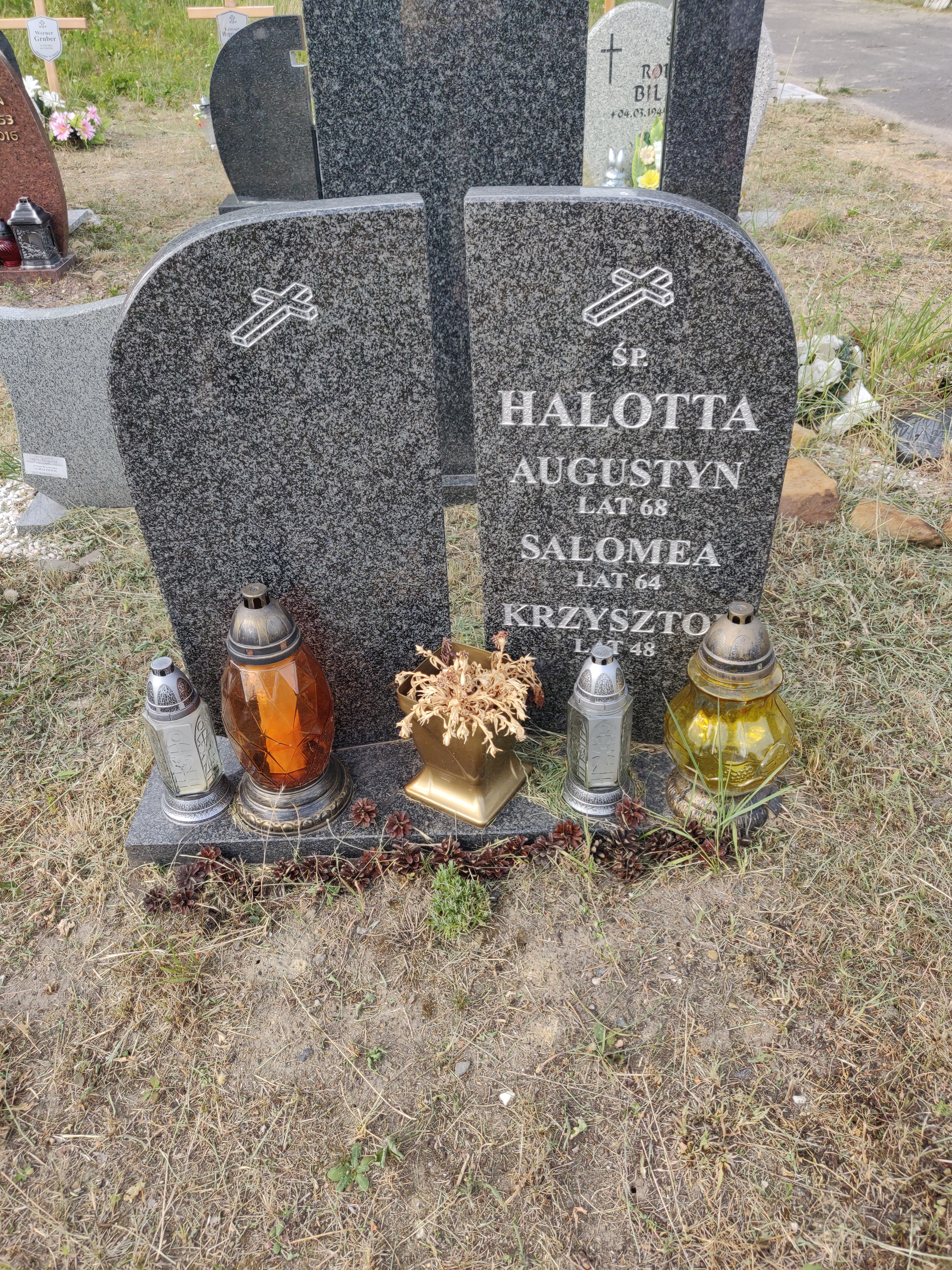
Nagrobek Augustyna Halotty na Centralnym Cmentarzu Komunalnym w Katowicach przy ul. Murckowskiej

Augustyn Feliks Halotta (ur. 24 maja 1916 w Bogucicach, zm. 9 kwietnia 1985 w Katowicach-Murckach) – polski górnik, pisarz, niezawodowy aktor filmowy.

## Życiorys
Od 1936 pracował w Gdyni, pełnił służbę w polskiej Marynarce Wojennej na niszczycielu ORP „Wicher”. Po wrześniu 1939 więziony w niemieckich obozach jenieckich w Dobiegniewie i Greifswaldzie ("Stalag II C). Po II wojnie światowej mieszkał na osiedlu domków fińskich w katowickiej dzielnicy Bogucice i pracował w kopalni „Katowice”. W swoim zakładzie pracy założył bibliotekę. W latach 1953–1955 pracował w kopalni „Wujek”, następnie w kopalniach „Mortimer-Porąbka” i „Staszic”. Przeszedł na emeryturę w 1973. 
Po 1945 rozwinął swoją twórczość literacką, dotyczącą problematyki i życia górników.
Pod koniec lat 70. znalazł się w podobnej sytuacji, jak postać grana przez niego w filmie Paciorki jednego różańca. Gdy ruszyła produkcja tego filmu, jego dom w Bogucicach został już oszacowany i przeznaczony do rozbiórki. Augustyn Halotta zmarł kilka miesięcy po przeprowadzeniu się do nowego mieszkania w bloku. Został pochowany na cmentarzu komunalnym w Murckach przy ulicy Walerego Goetla. Po 30 latach prochy przeniesiono na Centralny Cmentarz Komunalny w Katowicach.
We wrześniu 2017 jego imieniem nazwano skwer w katowickiej dzielnicy Bogucice.

## Twórczość
- Synowie podziemnych labiryntów (1974)
- Saga ludzi nieugiętych
- Śląskie bery, bojki i opowiastki z dawnych lat (1984)

## Filmografia
- Paciorki jednego różańca (1979), reż. Kazimierz Kutz
- Złe dobrego początki... (1983), reż. Feridun Erol